# پژو اسکوترالک
پژو اسکوتر الک یک اسکوتر با موتور الکتریکی بود که توسط پژو در فرانسه به تولید رسید. 
اسکوترالک که در سال ۱۹۹۶ راه اندازی شد، بر اساس زنیث بود که با آن پانل های بدن و قطعات تعلیق را به اشتراک می گذارید. این است که توسط 2.8 کیلو وات (3.8 اسب بخار) موتور DC تغذیه شده از سه مونوبلوک نیکل - کادمیوم Saft دادن باتری 18 V، 100 A·h تغذیه می شود. ساخته شده در اطراف "گهواره دو برابر", قاب نگه می دارد باتری های پایین پایین بین و پشت پای سوار, ارائه یک مرکز بسیار کم از گرانش. کنترل کننده الکترونیکی و شارژر پردازنده در زیر صندلی قرار دارد.
وزن اسکوتر ۱۱۵ کیلوگرم (۲۵۴ پوند) است. دارای برد اسمی ۴۰ کیلومتر (۲۵ می) و ۴۵ کیلومتر بر ساعت (۲۸ مایل در ساعت) است، اما این امر را می توان با استفاده از حالت اقتصاد تمدید کرد که سرعت را به ۳۰ کیلومتر در ساعت (۱۹ مایل در ساعت) محدود می کند. [استناد مورد نیاز]
تولید اسکوترالک در سال ۲۰۰۶ متوقف شد؛ یک مدل جایگزین به نام E-Vivacity برای عرضه در سال ۲۰۱۱ تولید و عرضه شد.  